# Auguste de Schleswig-Holstein-Sonderbourg-Plön-Norbourg
 (décembre 2023).
Si vous disposez d'ouvrages ou d'articles de référence ou si vous connaissez des sites web de qualité traitant du thème abordé ici, merci de compléter l'article en donnant les références utiles à sa vérifiabilité et en les liant à la section « Notes et références ».
Auguste de Schleswig-Holstein-Sonderbourg-Plön-Norbourg (né le 9 mai 1635 - 17 septembre 1699 à Plön) est duc d'une petite fraction du Schleswig-Holstein centrée autour du château de Nordborg sur l'île d'Als. Il fut le fondateur de la lignée dite de Schleswig-Holstein-Sonderbourg-Plön-Norbourg.

## Biographie
Auguste est le second fils de Joachim-Ernest de Schleswig-Holstein-Sonderbourg-Plön et de son épouse Dorothée de Holstein-Gottorp. Bien que la lignée qu'il fonde soit une branche cadette de la dynastie, son fils Joachim-Frédéric sera plus tard l'héritier du Duché de Schleswig-Holstein-Sonderbourg-Plön. De 1645 à 1650, Auguste et son frère Jean-Adolphe effectuent un Grand Tour à travers les pays d'Europe visitant, inter alia, Angleterre et la France.
Auguste devient ensuite un officier dans l'armée de Brandebourg-Prusse et il est promu Général d'Infanterie le 20 août 1664. À la même époque il est nommé gouverneur de Magdebourg. Le 21 décembre 1674, il est nommé gouverneur de l'évêché de Minden, comme récompense pour sa bravoure lors de la guerre contre l'Empire ottoman. Le 7 juillet 1676, il reçoit l'île d'Usedom comme récompense pour ses services lors de la Guerre de Scanie. Toutefois le Traité de Saint-Germain-en-Laye de 1679 laisse Usedom au royaume de Suède. Quand l'Électeur Frédéric-Guillaume Ier de Brandebourg meurt en 1688, il prend sa retraite de l'armée brandebourgeoise et s'installe au château de Nordborg. Le 29 mai 1676 il est décoré de l'Ordre de l'Éléphant à Copenhague.

## Union et postérité
Il épouse Élisabeth-Charlotte d'Anhalt-Harzgerode fille du prince Frédéric d'Anhalt-Harzgerode et de son épouse, Johanna Élisabeth de Nassau-Hadamar. Elle était depuis 1665 la veuve du Prince Guillaume-Louis d'Anhalt-Köthen. Ils ont les enfants suivants:
- Joachim-Frédéric
- Élisabeth Auguste (1669-1709), nonne à abbaye d'Herford
- Sophie Charlotte (1672-1720)
- Christian-Charles de Schleswig-Holstein-Sonderbourg-Plön-Norbourg († 1706), père du duc Frédéric-Charles de Schleswig-Holstein-Plön
- Johanna Dorothea (24 décembre 1676; † 29 novembre 1727), épouse le prince Guillaume II de Nassau-Dillenbourg.

## Article lié
- Liste des ducs de Schleswig-Holstein-Sonderbourg-Glücksbourg